# Cast a Long Shadow
Cast a Long Shadow (bra Um Homem contra o Destino) é um filme estadunidense de 1959, do gênero faroeste, dirigido por Thomas Carr e estrelado por Audie Murphy e Terry Moore.
Rodado em apenas dezenove dias, em preto e branco, este é um dos veículos de Murphy mais mal avaliados pela crítica.

## Sinopse
Matt Brown tem passado os últimos anos vagando sem rumo, geralmente bebendo e jogando. Chip Donohue procura-o para dizer-lhe que Jake Keenan, o homem que o criara, morreu e deixou-lhe suas terras. Matt volta para casa, mas é impulsivo, inflexível e orgulhoso, e isso lhe traz sérios problemas de relacionamento. Ele chama Chip e os outros caubóis para ajudá-lo na condução de uma boiada, o que lhe causará uma enorme dor de cabeça.

## Elenco
| Ator/Atriz   | Personagem      |
| ------------ | --------------- |
| Audie Murphy | Matt Brown      |
| Terry Moore  | Janet Calvert   |
| John Dehner  | Chip Donohue    |
| James Best   | Sam Mullen      |
| Rita Lynn    | Hortensia       |
| Denver Pyle  | Pastor Harrison |